# Ерго Проксі
Ерго Проксі (яп. エルゴプラクシー, англ. Ergo Proxy) — аніме-серіал у жанрі наукової фантастики та кіберпанку. Серіал створений студією Manglobe за підтримки компанії Geneon Entertainment.
Прем'єра аніме відбулась на японському супутниковому телеканалі WOWOW 25 лютого 2006 року. Остання серія вийшла 12 серпня 2006 року. В Україні українською мовою транслювався телеканалом QTV.
За мотивами аніме-серіалу в березні 2006 року в сейнен-журналі Monthly Sunday Gene-X видавництва Shogakukan почала виходити манґа Centzon Hitchers & Undertaker.

## Сюжет
На постапокаліптичній Землі існує накрите скляним куполом місто «Ромдо». Його жителі — люди та андроїди, яких називають АвтоРейвами. Люди повинні вважати це місце раєм. Андроїди мусять виконувати те, що їм говорять люди. Містом правлять Радники. Складна екологічна ситуація довкола міста під куполом, скрутна демографічна ситуація усередині міста, а також безліч інших проблем слугують виправданням постійному контролю за жителями.
Показні ідилія та баланс порушуються серією жорстоких вбивств у місті. Ріл Меєр — інспекторка з Бюро Розслідувань, разом зі своїм андроїдом отримує наказ розслідувати цю справу. Розслідування ускладнюється епідемією вірусу «коґіто» серед андроїдів, напливом іммігрантів з інших міст тощо. У процесі розслідування відкриваються деякі таємниці міста, а також Ріл дізнається про феномен «Пробудження» андроїдів та існування Проксі — не людини і не андроїда.

## Медіа

### Аніме
Серіал створений студією Manglobe за підтримки компанії Geneon Entertainment.
Прем'єра аніме відбулась на японському супутниковому телеканалі WOWOW 25 лютого 2006 року. Остання серія вийшла 12 серпня 2006 року. Пізніше компанія Geneon Entertainment випустила аніме в 9 DVD-томах, що виходили з 25 травня 2006 по 25 січня.

### Манґа
За мотивами аніме-серіалу в березні 2006 року в сейнен-журналі Monthly Sunday Gene-X видавництва Shogakukan почала виходити манґа Centzon Hitchers & Undertaker. Видавництво Shogakukan випустило манґу в 2 танкобон-томах, що вийшли в серпні 2006 та в лютому 2007 відповідно.

### Музика
Компанія Geneon Entertainment випустила два саундтреки аніме-серіалу під назвою Ergo Proxy OST opus01 і Ergo Proxy OST opus02. Диски вийшли в Японії відповідно 25 травня та 25 серпня 2006 року.

#### Ergo Proxy OST opus01
| Список треків | Список треків           | Список треків |
| #             | Назва                   | Тривалість    |
| ------------- | ----------------------- | ------------- |
| 1.            | «awakening»             | 1:46          |
| 2.            | «kiri»                  | 1:46          |
| 3.            | «new pulse»             | 3:14          |
| 4.            | «No. 0724FGARK»         | 3:15          |
| 5.            | «prayer»                | 2:53          |
| 6.            | «raging pulse»          | 3:26          |
| 7.            | «autoreiv contagion»    | 2:33          |
| 8.            | «Romdo overshadows»     | 2:26          |
| 9.            | «RE-L124c41+»           | 2:55          |
| 10.           | «deal in blood»         | 3:13          |
| 11.           | «wasteland nostalgia»   | 4:02          |
| 12.           | «vital signs»           | 3:11          |
| 13.           | «written on clouds»     | 3:22          |
| 14.           | «WombSys»               | 3:22          |
| 15.           | «last exit to paradise» | 3:38          |
| 16.           | «he the empty»          | 2:56          |
| 17.           | «Centzontotochtin»      | 2:59          |
| 18.           | «Fellow Citizens»       | 2:46          |
| 19.           | «Paranoid Android»      | 6:23          |

#### Ergo Proxy OST opus02
| Список треків | Список треків        | Список треків |
| #             | Назва                | Тривалість    |
| ------------- | -------------------- | ------------- |
| 1.            | «futu-risk»          | 2:45          |
| 2.            | «mazecity»           | 3:02          |
| 3.            | «bilbul»             | 3:20          |
| 4.            | «confession»         | 1:55          |
| 5.            | «wrong way home»     | 2:49          |
| 6.            | «busy doing nothing» | 3:22          |
| 7.            | «cytotropism»        | 3:13          |
| 8.            | «angel's share»      | 3:15          |
| 9.            | «hideout»            | 3:01          |
| 10.           | «ophelia»            | 1:53          |
| 11.           | «domecoming»         | 3:33          |
| 12.           | «terra incognita»    | 3:22          |
| 13.           | «deus ex machina»    | 3:30          |
| 14.           | «eternal smile»      | 1:57          |
| 15.           | «life after god»     | 3:14          |
| 16.           | «Goodbye Vincent»    | 2:49          |
| 17.           | «shampoo planet»     | 2:28          |
| 18.           | «kiri»               | 4:18          |

## Цікаві факти
- У десятій серії показують кладовище. На надгробній плиті вказаний Dai Sato — сценарист цього анімаційного фільму.
- У дев'ятнадцятій серії, де Піно потрапляє в Смайл-ленд, можна помітити, що Віл Б. Гуд (Проксі цього куполу) дуже схожий на Волта Діснея.
- Ім'я Дедала Юмено, а також той факт, що Монада Проксі полетіла на сонце і там згоріла, прозоро натякає на історію з Ікаром.
- У Ergo Proxy є декілька відсилань до казки Люіса Керолла «Аліса у Дивокраї»:

корабель на якому летіли Вінсент, Ріл і Піно називався «Кроликом», на якому фактично вони відкрили для себе новий світ, в даному випадку Пустку і інші Куполи;
також у одній з серій, в руках Піно можна побачити книгу «Аліса у Дивокраї» (це видно по малюнках у книзі).
- Персонаж Ріл Меєр за зовнішністю дуже схожа на солістку американського рок-гурту Evanescence Емі Лі